# Toffee

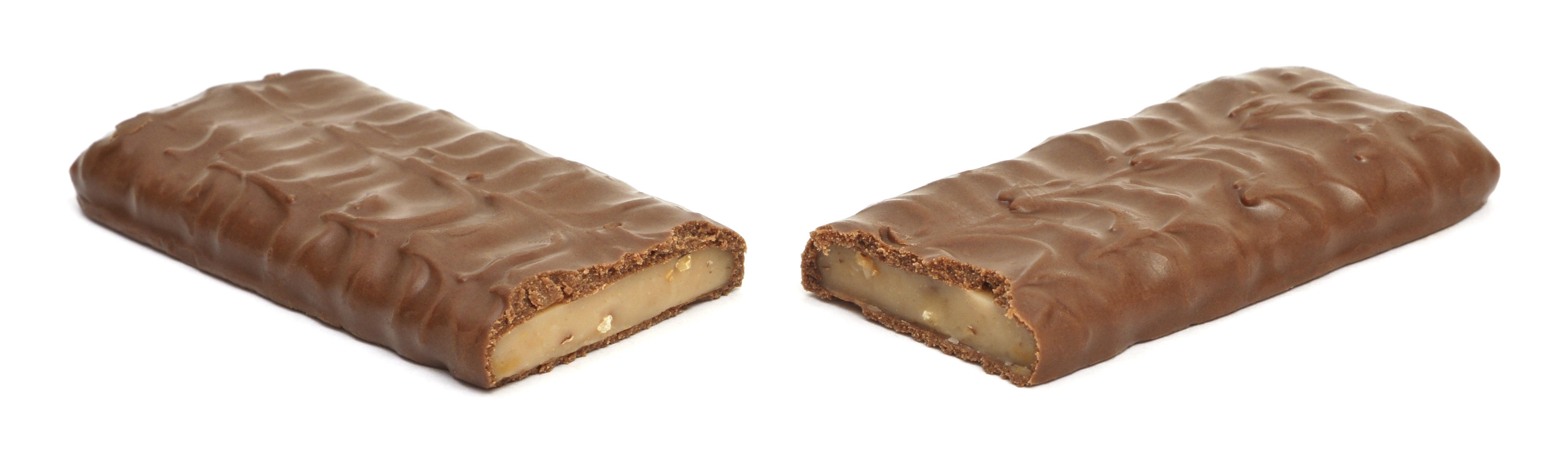
Una barra de dolços Heath, un toffee recobert de xocolata amb llet

El toffee és una confecció anglesa feta a partir de la caramel·lització del sucre o la melassa (creant sucre invertit) juntament amb mantega i, ocasionalment, farina. La mescla s'escalfa fins que la seva temperatura arriba als 149-154º C, cosa que endureix el resultat. Mentre es prepara, de vegades el toffee es barreja amb fruits secs o panses.

## Variants i aplicacions
Una variant popular als Estats Units és l'anomenat English toffee ("toffee anglès"), que és un toffee molt mantegós fet sovint amb ametlles, i que es comercialitza tant amb una consistència dura com amb consistència tova i enganxosa. Una de les marques més comunes de l'English toffee americà són les barretes Heath, que tenen un nucli d'aquest producte recobert de xocolata.
Tot i que s'anomena toffee anglès, té poca semblança amb l'àmplia gamma de confeccions conegudes com a toffee que actualment es produeixen i consumeixen al Regne Unit. Tanmateix, al Regne Unit es ven un producte idèntic amb el nom de butter crunch ("cruixent de mantega").

## Etimologia
Es desconeix l'origen de la paraula. L'escriptor gastronòmic Harold McGee afirma que prové "de la paraula criolla per referir-se a una barreja de sucre i melassa", però no especifica quina llengua criolla. L' Oxford English Dictionary data la primera publicació de la paraula toffee el 1825 i l'identifica com una variació de la paraula taffy (1817), ambdues registrades per primera vegada com a paraules angleses dialectals.
És una paraula similar a "tafere", una paraula de la llengua akana que es pot traduir com "llepar-se (els dits)".